# Willem Christiaan Naudé
Willem Christiaan Naudé (* 5. Mai 1909 in Stellenbosch; † im 20. Jahrhundert) war ein südafrikanischer Botschafter.

## Leben
Willem Christiaan Naudé war der Sohn von C. F. Naudé. Er heiratete 1932 Maud Josephine Gill. 1944 war er Attaché an der südafrikanischen Gesandtschaft in Washington, D.C. und war vom 1. bis zum 22. Juli 1944 Gesandtschaftsrat auf der Konferenz zum Bretton-Woods-System.
Von 1946 bis 1949 war er Gesandtschaftsrat an der südafrikanischen High Commission in London.
Am 16. Oktober 1951 erhielt er Exequatur als Generalkonsul in Lourenço Marques, Mosambik. Ab 8. November 1954 war er Geschäftsträger in Bern, wo er vom 1. Juni 1956 bis 30. April 1957 als außerordentlichen Gesandter akkreditiert war.
Von 1959 bis 1960 war er Staatssekretär im Außenministerium. Am 19. August 1960 wurde er zum Botschafter in Washington, D.C. ernannt, wo er von 13. September 1960 bis 9. Februar 1965 akkreditiert war. Von 1965 bis 1966 war er erster Stellvertreter des Außenministers.
Von 26. Mai 1966 bis 11. Juni 1971 war er ständiger Vertreter der südafrikanischen Regierung beim Büro der Vereinten Nationen in Genf.
Von 26. Juli 1971 bis 1998 gab es neben der südafrikanischen Vertretung bei der Regierung von Belgien einen gesonderten Vertreter bei der EWG in Brüssel. Willem Christiaan Naude wurde am 26. Juli 1971 in dieser Funktion akkreditiert und wurde Mitte 1996 von Elias Links abgelöst.
Er war Delegierter bei den Generalversammlungen der Vereinten Nationen: 1953, 1959, 1963 und 1965.
Er leitete die südafrikanischen Delegation bei den GATT-Verhandlungen 1954 bis 1956, 1966 bis 1968 sowie 1970 bis 1972. Er leitete die südafrikanischen Delegation bei der UNCTAD-II in Neu-Delhi 1968.